# Кукельберг
Кукельберг (Кукелберг, нидерл. Koekelberg, фр. Koekelberg) — одна из девятнадцати коммун, образующих в совокупности Брюссельский столичный регион. Кукельберг расположен в северо-западной части брюссельской агломерации. Население коммуны — 18 тыс. человек.
Кукельберг граничит со следующими коммунами (по часовой стрелке): Беркем-Сент-Агат, Гансхорен, Жет и Моленбек-Сен-Жан.

## История
Первое упоминание о небольшой деревне Кукельберг относится к середине XIII века. Первоначально жители Кукельберга занимались выращиванием зерна. В XVI веке в Кукельберге появились пивоварни. В 1841 году Кукельберг получил статус самостоятельной коммуны. Тогда же, в XIX веке, в Кукельберге начала развиваться промышленность (текстильная, производство крепких алкогольных напитков), но вплоть до начала XX века Кукельберг сохранял характер сельского поселения.

## Достопримечательности
Кукельберг, прежде всего, известен благодаря монументальной Национальной базилике Святого Сердца. Это здание в стиле ар-деко строилось на протяжении почти шестидесяти лет, с 1920 по 1979 год.

## Транспорт
На территории Кукельберга расположена одна станция брюссельского метрополитена — Симони/Симонис.

## Персоналии
- Шайнерт, Давид (1916—1996)  — бельгийский франкоязычный писатель, драматург и поэт.